# جائزة ماينزر
جائزة ماينزر هي الجائزة السنوية لشعبة الهيدرولوجية من الجمعية الجيولوجية الأمريكية. تأسست عام 1965، وتم تسميتها باسم أوسكار إدوارد ماينزر [الإنجليزية] الذي أطلق عليه اسم «أب المياه الهيدرولوجية الحديثة».  تُمنح جائزة ماينزر لمؤلف أو مؤلفين للنشرة أو مجموعة من المنشورات التي حققت تقدمًا كبيرًا في علم الهيدروجيولوجيا أو مجالًا مرتبطًا ارتباطًا وثيقًا. 

## قائمة المستلمين
الذين استلموا الجائزة هم: 
- 1965 توث جوزيف
- 1966 ماكغينيس
- 1967 ستولمن روبرت
- 1968 مهدي حنتوش
- 1969 كوبر هيلتون
- 1970 سترينفيلد فيكتور
- 1971 ماكسي جورج
- 1972 بولاند جوزيف وديفيس جورج
- 1973 باك ويليام وهانشاو بروس
- 1974 فريز آلان
- 1975 بريدهوفت جون وبندر جورج
- 1976 نيومان شلومو وويثرسبون بول
- 1977 روبن يعقوب وجيمس رونالد
- 1978 نيلسون وليام
- 1979 شارب جون ودومينكو
- 1980 كولي ريتشارد
- 1981 بينيت جوردن
- 1983 ويكس إدوين
- 1984 شوارتز فرانكلين وسميث ليزلي
- 1985 تشيري جون
- 1986 ناراسيمهان
- 1987 جيلهار لين
- 1988 فينوغراد إسحاق
- 1989 ديفيز ستانلي
- 1990 هيم جون
- 1991 نيوزيل كريستوفر
- 1992 بيثك كريج
- 1993 بلامر نيل
- 1994 غوريليك ستيفن
- 1995 غارفين غرانت
- 1996 ويلسون جون
- 1997 كونيكو ليونارد
- 1998 أندرسون ماري
- 1999 سوديكي إدوارد
- 2000 شابيل فرانسيس
- 2001 فيليبس فريد
- 2002 وينتر توماس
- 2003 إنغيبريتسين ستيفن
- 2004 دي مارسلي غيزلان
- 2005 سيجل دونالد الأول
- 2006 برويس كارستن
- 2007 فرابي شون
- 2008 ثورستنسون دونالد
- 2009 ادموندز جورج مايك
- 2010 بيدكيكر ماري جو
- 2011 فوغ جراهام
- 2012 باركهورست ديفيد
- 2013 تشنغ تشون مياو
- 2014 هارفي تشارلز
- 2015 بيركوفيتش بريان